# Neocentropogon profundus
Neocentropogon profundus és una espècie de peix pertanyent a la família dels tetrarògids i a l'ordre dels escorpeniformes.

## Etimologia
Neocentropogon deriva dels mots grecs neos (nou), κέντρον (kéntron, fibló) i pogon (barba), mentre que l'epítet llatí profundus (prō + fundus) fa referència a la seua altura corporal compresa entre l'aleta dorsal i el ventre.

## Descripció
Fa 7,6 cm de llargària màxima. Perfil dorsal del cos moderadament comprimit i convex en la inserció de les aletes pectorals. Perfil dorsal del cap amb una doble convexitat al nivell de les òrbites oculars i el musell. Ulls més grans que el musell. Diàmetre orbital horitzontal més gran que el vertical. Narius propers als ulls: l'anterior en forma de sac i proveït d'un curt penjoll de pell, mentre que el posterior es troba a mitjana distància entre la vora anterior de l'ull i el maxil·lar. Os lacrimal mòbil i amb un espina curta lleugerament corbada cap avall. Opercle amb dues arestes. Boca no molt gran i amb la comissura bucal situada davant la vora frontal de l'ull. Mandíbula sobresortint i amb petites dents (llevat de la símfisi). Vòmer amb una filera de dents en forma de "V". Branquiespines grans, espinoses i rudimentàries. Origen de l'aleta dorsal situat a la vora posterior de les pupil·les. La 3a. espina anal és la més allargada i forta de totes les de la susdita aleta. Aletes pelvianes inserides a sota de la base de les pectorals. Espina ventral tan llarga com la tercera espina anal, però més curta que la 3a. dorsal. Darrer radi de les pelvianes unit al cos per una membrana. Aleta caudal més allargada que les pelvianes, més curta que les pectorals i amb la vora posterior arrodonida. Escates petites, cicloides i parcialment imbricades a la pell. Cap, base de l'aleta dorsal, pit, regió anterior de la base de les aletes pectorals i aletes sense escates.

## Alimentació
El seu nivell tròfic és de 3,04.

## Hàbitat i distribució geogràfica
És un peix marí, demersal i de clima tropical, el qual viu a l'Índic occidental: l'Àfrica oriental (com ara, Moçambic, l'illa de la Reunió i, probablement també, les illes Seychelles).

## Observacions
És inofensiu per als humans i el seu índex de vulnerabilitat és de baix a moderat (33 de 100).